# Hrușova
Hrușova è un comune della Moldavia situato nel distretto di Criuleni di 2.394 abitanti al censimento del 2004

## Località
Il comune è formato dall'insieme delle seguenti località: (popolazione 2004)
- Hrușova (1.064 abitanti)
- Chetroasa (150 abitanti)
- Ciopleni (1.180 abitanti)